# Verdemar
Verdemar (spanska för grönahav) är en av orkesterledaren och kompositören Carlos Di Sarlis mest berömda tangor. Låttexten är skriven av José María Contursi och beskriver en person som förlorar sin älskade i en drunkning. Texten är poetisk och bildrik och målar till exempel upp hur läpparna och händerna förändrar sin färg. Musiken är ömsom böljande som havet, ömsom uppslitande. Carlos Di Sarli gjorde tre inspelningar av tangon, en med Roberto Rufino som sångare år 1943, och två med Oscar Serpa år 1953 respektive 1955.